# Glen Jackson
Pour les articles homonymes, voir Jackson.

a Compétitions nationales et continentales officielles uniquement.

Dernière mise à jour le 12 novembre 2013.
Glen Warwick Jackson, né le 23 octobre 1975 à Feilding, est un joueur néo-zélandais de rugby à XV qui évoluait au poste de demi d'ouverture. Il joue notamment avec les Chiefs en Super 12 et avec l'équipe anglaise des Saracens. Il se reconvertit en tant qu'arbitre après sa retraite sportive en 2010. 
Depuis le 20 mai 2024, il est l'entraîneur principal des Fijian Drua.

## Biographie
Glen Jackson dispute 60 matchs de Super 12 avec les Waikato Chiefs. Il joue respectivement 13 et 30 matchs avec les Saracens en 2004-05 et 2005-06, dont six matchs de coupe d'Europe en 2005-2006. Il n'a jamais été international mais a porté le maillot des Māori de Nouvelle-Zélande et des Barbarians néo-zélandais.
Après sa retraite sportive, il devient arbitre. Il fait partie des douze arbitres retenus pour la Coupe du monde 2015 en Angleterre.
En 2019, il n'est pas sélectionné pour arbitrer des matchs de la Coupe du monde au Japon. Il envisage alors une reconversion au poste d'entraîneur, d'arbitre ou d'équipe de rugby à XV.
Il annonce sa retraite d'arbitre en janvier 2020 après avoir notamment arbitré 88 matchs de Super Rugby et 32 tests internationaux.

## Palmarès de joueur
- Coupe d'Europe : 
  - Demi-finaliste : 2008.

- Challenge européen :
  - Demi-finaliste (2) : 2007 et 2009.

- Championnat d'Angleterre :
  - Vice-champion (1) : 2010.

## Palmarès d'arbitre
Arbitre de champ en phases finales :
- Super Rugby : 1 barrage en 2013, 1 demi-finale en 2014, 1 demi-finale en 2015, 1 quart-de-finale et la finale en 2016, 1 quart-de-finale et 1 demi-finale en 2017, 1 quart-de-finale et 1 demi-finale en 2018

Arbitre dans les tournois internationaux :
- 1 match dans le Rugby Championship 2014, 1 match dans le Rugby Championship 2016, 1 match dans le Rugby Championship 2017, 1 match dans le Rugby Championship 2018
- 1 match dans le Tournoi des Six Nations 2015, 2 matchs dans le Tournoi des Six Nations 2016, 1 match dans le Tournoi des Six Nations 2017, 1 match dans le Tournoi des Six Nations 2018, 1 match dans le Tournoi des Six Nations 2019
- Coupe du monde 2015 :
  - Matchs de poule :  Irlande -  Canada,  Tonga -  Namibie,  États-Unis -  Japon